# Ted Sator
Ted Sator (New Hartford, New York, 1949. november 18. –) amerikai jégkorongozó, edző.

## Játékos pályafutása
Ted Sator játékosként két szezonban (1969–1970, 1971–1972) szerepelt jobb szélsőként a Bowling Green State University csapatában. Összesen 32 mérkőzésen lépett jégre és 5 gólt szerzett. 1972–1973-ban még három összecsapáson jutott szóhoz a Long Island Ducks csapatában. Ezzel a jegyzett játékos pályafutása véget ért.

## Profi edzőként Észak-Amerikában
Sator a National Hockey League-beli edzői karrierjét 1983-ban a Philadelphia Flyers csapatánál kezdte meg, ahol Mike Keenan mellett segédedzőként dolgozott két évig. Ezután a New York Rangershez került vezetőedzőként. Az első évében a főcsoport döntőjéig vezette csapatát, ahol a későbbi Stanley-kupa győztes Montréal Canadiens már kemény diónak bizonyult. A következő évben már nem tudott hasonló sikereket elérni, 23 mérkőzés után a Rangers megvált edzőjétől. Az 1987–1988-as NHL-szezonban újra vezetőedzői álláshoz jutott. Ezúttal a Buffalo Sabres gárdáját irányíthatta két éven keresztül. Mindkét szezonban rájátszásba jutott a csapata, de már az első körben el is vérzett.
A következő 10 évben Sator segédedzőként dolgozott a Boston Bruinsnál, a St. Louis Bluesnál, a Hartford Whalersnél, valamint a Vancouver Canucks farmcsapatánál a Syracuse Crunch-nál. 1997-től Sator 5 éven keresztül a New Orleans Brass ECHL-ben szereplő csapatát irányította. A Brass minden szezonban a rájátszásba jutott ebben az időszakban.

## Az USA válogatottjának kispadján
Ted Sator két alkalommal is segíthette az Egyesült Államok válogatottját Bob Johnson kapitány mellett. Az 1984-es Kanada-kupán az amerikai alapszakasz második helyét szerezték meg, de végül az elődöntőben a svédek ellen elvéreztek. A következő alkalom 1987-es Kanada-kupa volt, de ekkor nem siketült a továbbjutás.

## Edzőként Európában
Sator nem csak Észak-Amerikában, hanem Európában is szerzett edzői tapasztalatokat. Friss edzői diplomával Svédországban kezdte meg edzői pályafutását, majd 1992-ben és 1993-ban Olaszországban ért el sikereket. 2002-ben újra Európában, ezúttal Finnországban vállalt el az edzői feladatokat. Későbbi szlovéniai csapatoknál trénerkedett, majd 2006-tól a szlovén válogatott kapitánya lett, akiket a világbajnoki mezőny A csoportjába vezetett.
Ted Sator 2007 decemberétől az EBEL-ben szereplő Alba Volán csapatának vezetőedzője volt. 2009. március 3-án, Az OB I.-es rájátszás előtt a Volán vezetése felmondta szerződését. 2009. szeptemberében a távozó Pat Cortina helyett Satort nevezték ki a magyar férfi jégkorong-válogatott szövetségi kapitányának. Később a Medvescak Zagreb edzője is lett, ahonnan 2010. decemberében távozott. A 2011-es budapesti vb után jelezte, hogy nem vállalja tovább a magyar szövetségi kapitányi poszt betöltését.